# Половинское сельское поселение (Челябинская область)
Полови́нское се́льское поселе́ние — муниципальное образование в Увельском районе Челябинской области Российской Федерации. В рамках административно-территориального устройства муниципальное образование  соответствует административно-территориальной единице Половинский сельсовет.
Административный центр — село Половинка.

## История
Статус и границы сельского поселения установлены Законом Челябинской области от 17 сентября 2004 года № 277-ЗО «О статусе и границах Увельского муниципального района и сельских поселений в его составе».

## Население
| 2002  | 2010  | 2011  | 2012  | 2013  | 2014  | 2015  |
| ----- | ----- | ----- | ----- | ----- | ----- | ----- |
| 1955  | ↘1926 | ↗1929 | ↗1931 | ↗1937 | ↘1927 | ↘1924 |
| 2016  | 2017  | 2018  | 2019  | 2020  | 2021  |       |
| ↗1926 | ↗1957 | ↘1920 | ↗1923 | ↘1878 | ↗2041 |       |

## Состав сельского поселения
| № | Населённый пункт | Тип населённого пункта       | Население |
| - | ---------------- | ---------------------------- | --------- |
| 1 | Водопойка        | деревня                      | ↘804      |
| 2 | Дружный          | посёлок                      | ↘3        |
| 3 | Луговая          | деревня                      | ↗148      |
| 4 | Половинка        | село, административный центр | ↘956      |
| 5 | Сосновка         | деревня                      | ↘15       |